# Boudry
Boudry ist eine politische Gemeinde des Kantons Neuenburg in der Schweiz.

## Geographie
Boudry liegt auf 460 m ü. M., acht Kilometer südwestlich der Kantonshauptstadt Neuenburg (Luftlinie). Das Städtchen erstreckt sich im unteren Tal der Areuse, nahe ihrer Mündung in den Neuenburgersee, am Jurasüdfuss.
Die Fläche des 16,8 km² grossen Gemeindegebiets umfasst den unteren Abschnitt des Areusetals. Im Osten reicht der Gemeindeboden in einem schmalen Streifen bis an den Neuenburgersee (Port de Boudry) und umfasst dort den nördlich der Areuse gelegenen Teil des flachen Aufschüttungsfächers. Im Bereich von Boudry ist die Areuse und ihr linker Seitenbach, der Merdasson, in eine mergelige Hangfussebene eingetieft. Nordwestlich von Boudry befinden sich die Gorges de l’Areuse, eine tiefe Schlucht im Durchbruchstal der Areuse durch die vorderste Jurakette. Zum Gemeindegebiet gehören hier die dicht bewaldete steile Talflanke südlich der Areuse (Côte du Champ du Moulin und Grande Côte). Die Grenze verläuft über die Montagne de Boudry, wo auf dem Signal du Lessy mit 1387 m ü. M. der höchste Punkt der Gemeinde erreicht wird. Von der Gemeindefläche entfielen 1997 11 % auf Siedlungen, 63 % auf Wald und Gehölze, 24 % auf Landwirtschaft und etwas weniger als 2 % war unproduktives Land.

Historisches Luftbild von Werner Friedli von 1962

Boudry, Juni 1911

Zu Boudry gehören die Siedlungen Areuse (446 m ü. M.) nördlich der Areuse am Rand des Schwemmfächers, Grandchamp (440 m ü. M.) auf dem Schwemmfächer, Perreux (510 m ü. M.) am Ostfuss der Montagne de Boudry, Trois-Rods (515 m ü. M.) und der untere Teil von Chambrelien (630 m ü. M.) am Jurasüdhang sowie Champ du Moulin-Dessous (617 m ü. M.) im Durchbruchstal der Areuse. Nachbargemeinden von Boudry sind Cortaillod, La Grande Béroche, Val-de-Travers, Rochefort und Milvignes.

## Geschichte
Boudry kann auf eine sehr lange Siedlungstradition zurückblicken. Als früheste Siedlungsreste gelten die Pfahlbauten entlang des Ufers des Neuenburgersees, die vom Neolithikum bis zur Latènezeit bewohnt waren. Im Weiteren wurden Hügelgräber aus der Hallstattzeit, Überreste von zwei keltischen Dörfern, Spuren aus der Römerzeit, darunter von der Handelsstrasse Vy d’Etra, und ein burgundisches Gräberfeld gefunden.
Die erste urkundliche Erwähnung des Ortes erfolgte 1278 unter dem Namen Baudri, der vermutlich auf den burgundischen Personennamen Buderich zurückzuführen ist. Boudry und der später verlassene Weiler Pontareuse an der Areusebrücke gehörten zunächst den Herren von Vaumarcus, kamen 1282 an die Herren von Stäffis und 1313 an die Grafen von Neuenburg. Das Schloss wurde Sitz der Burgvogtei Boudry. In der Folgezeit diente die Herrschaft Boudry häufig den Töchtern und Frauen des Hauses Neuenburg als Pfandlehen. Am 12. September 1343 erhielt der Ort das Stadtrecht, allerdings mit eingeschränkteren Rechten als die Stadt Neuenburg. Von 1394 bis 1413 gehörte Boudry nochmals den Herren von Vaumarcus, danach stand die Burgvogtei bis 1848 unter der Oberhoheit von Neuenburg. Seit 1648 war Neuenburg Fürstentum und ab 1707 durch Personalunion mit dem Königreich Preussen verbunden. 1806 wurde das Gebiet an Napoleon I. abgetreten und kam 1815 im Zuge des Wiener Kongresses an die Schweizerische Eidgenossenschaft, wobei die Könige von Preussen bis zum Neuenburgerhandel 1857 auch Fürsten von Neuenburg blieben. 1848 nach Auflösung der Burgvogtei wurde Boudry Bezirkshauptort. 1870 wurde die Siedlung Areuse, die vorher ein selbständiges Gemeinwesen bildete, nach Boudry eingemeindet.

## Bevölkerung
| Bevölkerungsentwicklung | Bevölkerungsentwicklung |
| Jahr                    | Einwohner               |
| ----------------------- | ----------------------- |
| 1850                    | 1479                    |
| 1900                    | 2190                    |
| 1950                    | 2625                    |
| 1960                    | 3086                    |
| 1970                    | 4372                    |
| 1980                    | 4488                    |
| 1990                    | 5163                    |
| 2000                    | 5311                    |

Mit 6320 Einwohnern (Stand 31. Dezember 2023) gehört Boudry zu den grossen Gemeinden des Kantons Neuenburg. Von den Bewohnern sind 86,5 % französischsprachig, 4,2 % deutschsprachig und 3,0 % italienischsprachig (Stand 2000). Die Bevölkerungszahl von Boudry ist besonders während der 1960er und 1980er Jahre deutlich angestiegen. Seit 1990 werden nur noch relativ geringe Schwankungen beobachtet, seit 2000 gibt es gar einen rückläufigen Trend.

## Politik
- Grüne: 10
- SP: 12
- FDP: 19

Die Stimmenanteile der Parteien anlässlich der Nationalratswahl 2015 betrugen: FDP 29,9 %, SP 24,2 %, SVP 19,4 %, GPS 8,9 %, PdA 6,9 %, glp 3,6 %, CVP 3,5 %, BDP 1,6 %, Liste du vote blanc 1,2 %.

## Wirtschaft
Boudry war bis Ende des 18. Jahrhunderts ein landwirtschaftlich geprägter Ort, danach setzte die Industrialisierung ein. Bedeutend für die ganze Region waren im 18. und 19. Jahrhundert die drei Indienne-Fabriken Vauvilliers, Les Iles und Grandchamp entlang der Areuse. Nach der Schliessung dieser Manufakturen (zuletzt diejenige von Vauvilliers 1874) wurden die Fabrikgebäude durch andere Industrien genutzt. Im Werksgelände von Grandchamp hat die Communauté de Grandchamp ihre Heimat gefunden. Heute zählen Betriebe des Baugewerbes, der Feinmechanik, der Elektronik (Cicor Technologies), des Werkzeugmaschinenbaus und eine Akkumulatorenfabrik zu den wichtigsten Industriezweigen. Auch die Verwaltung und der Fremdenverkehr haben ihren Anteil an der Erwerbsstruktur. Weiterhin von Bedeutung ist die Landwirtschaft, die sich auf Ackerbau und Weinbau sowie auf die Forstwirtschaft konzentriert. An den Südhängen der Planeyse und entlang des untersten Areusetals gibt es ausgedehnte Rebflächen. In Boudry gibt es mehrere Weinkeller, einen Degustationskeller und seit 1986 auch ein Weinbaumuseum. In Perreux wurde 1894 ein kantonales Spital für Chronischkranke gegründet, das heute eine psychiatrische Klinik beherbergt.

## Kraftwerke
Im 2015 wurde das Wasserkraftwerk Les Essert in Betrieb genommen. Das Kraftwerk kann eine Fallhöhe der Areuse von 5 Metern nutzen. Die eingesetzte Francis-Turbine mit einer Nennleistung von 495 kW erbringt dadurch eine jährliche Stromproduktion von 1,65 GWh. Eigentümer ist die Solutions Renouvelables Boudry SA, die auch für den Betrieb zuständig ist.

## Verkehr
Die Gemeinde ist verkehrstechnisch sehr gut erschlossen. Sie liegt an der Hauptstrasse 5 von Neuenburg nach Yverdon. Bereits 1960 wurde eine lokale Ortsumfahrung gebaut. Eine wirksame Entlastung des Ortes vom Transitverkehr brachte die Eröffnung der Autobahn A5 (Neuenburg-Yverdon) im Mai 2005. Sie umfährt das Städtchen in einem Tunnel, der im Tagebau erstellt wurde.
Am 7. November 1859 wurde die Eisenbahnlinie Yverdon–Neuenburg mit einem Bahnhof in Boudry auf der Ebene zwischen den Tälern von Areuse und Merdasson eröffnet. Die 1892 eröffnete Überlandlinie 5 der Strassenbahn Neuenburg bedient zwei Haltestellen in Boudry und eine in Areuse. Für die Feinverteilung im öffentlichen Verkehr sorgen die Autobuslinie, die von Boudry nach Saint-Aubin-Sauges verkehrt, und zwei lokale Linien (Boudry – Perreux und Areuse – Cortaillod).

## Sehenswürdigkeiten
Das leicht erhöht auf einem Sporn im Areusetal liegende Städtchen mit einer Längsgasse besitzt ein mittelalterliches Ortsbild mit Bürgerhäusern aus dem 16. bis 19. Jahrhundert. Von den einstigen Befestigungswerken sind heute noch die Tour Marfaux von 1548 und die Porte des Vermondins (1741 mit altem Baumaterial neu erbaut) erhalten. Die ältesten erhaltenen Teile des westlich des Marktflecken gelegenen Schlosses (1278 erwähnt) stammen aus dem 14. Jahrhundert. Später gab es mehrfache Um- und Anbauten und letztmals 1955–1957 eine umfassende Renovation. Das Schloss beherbergt heute ein Weinbau- und Weinmuseum. Die reformierte Kirche wurde 1645–1647 erbaut, die Fassade stammt aus dem 19. Jahrhundert. Vor der Kirche steht der Gerechtigkeitsbrunnen (Fontaine de la Justice) mit einer Statue von 1610. Das 1883 errichtete Musée de l’Areuse ist ein Zeuge der Museumsgestaltung zu seiner Gründungszeit, es hat sich seither kaum verändert und zeigt hauptsächlich Gegenstände der Archäologie und Ethnographie. Seit 1997 ist es unter den kantonalen Denkmalschutz gestellt. Das Château de Pierre, auch Tour de la Baconnière genannt, wurde im 19. Jahrhundert erbaut. Oberhalb von Boudry wird das Areusetal von der elfbogigen Eisenbahnbrücke (1859) überspannt. Eine Natursehenswürdigkeit bildet die Areuseschlucht, die durch einen Wanderweg erschlossen ist. In der Nähe befindet sich die Höhle Baume du Four. Der Pierre du Mont de Boudry (auch Bole genannt) ist ein riesiger erratischer Block, der im Wald von Boudry (in der Nähe des Bahnhofs von Bôle) am Waldweg liegt.

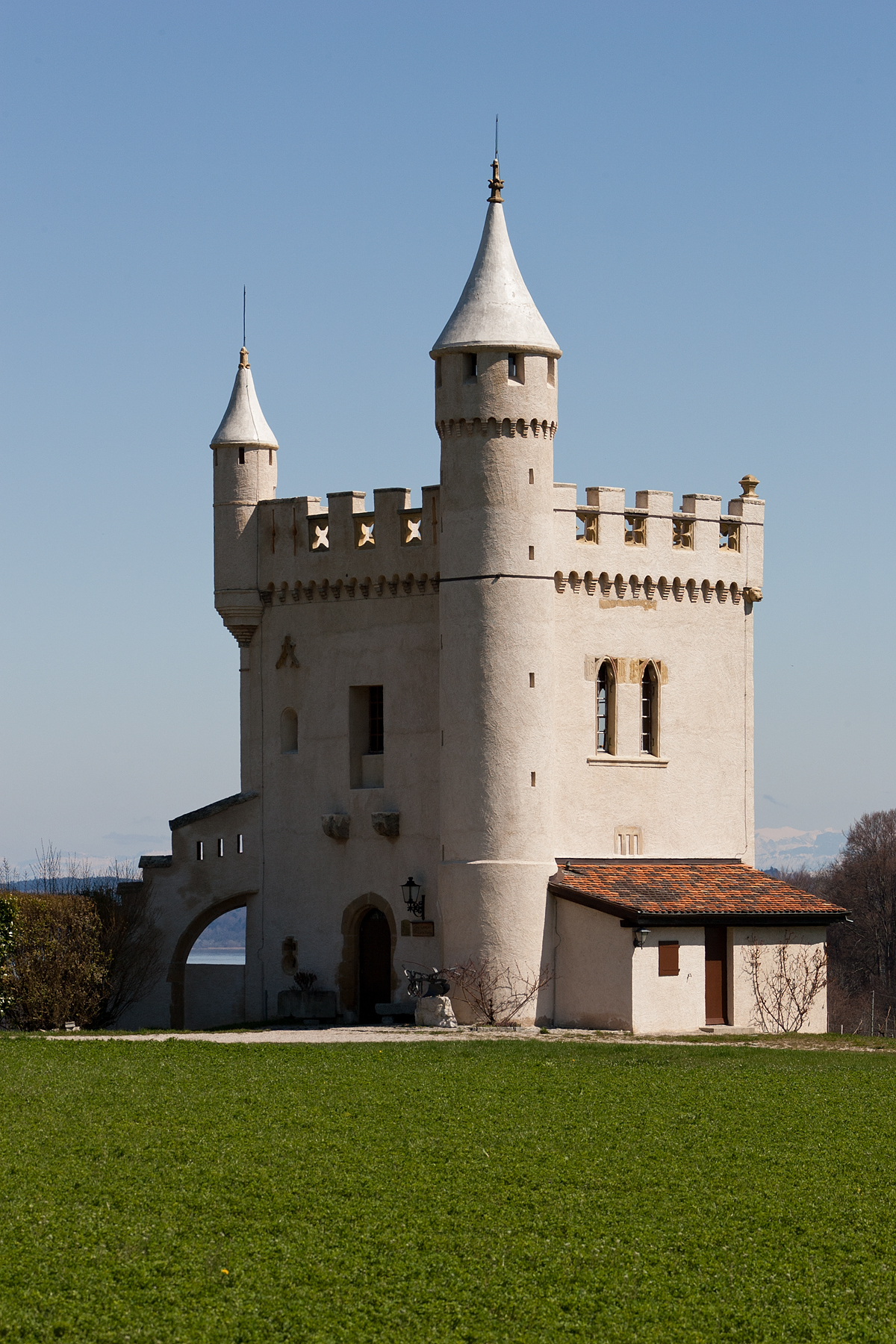
Tour de Pierre (2006)

### Tour de Pierre
Der Tour de Pierre (Petersturm) ist ein kleiner Aussichtsturm, der sich seit 1876 inmitten der Weinberge befindet. Als Besitzer der Domaine de Trois-Rods liess Louis-Philippe de Pierre einen neomittelalterlichen Lustpavillon errichten, der seine kastellartige Silhouette seiner Zinnenkrone verdankt, die von einem Türmchen und einer Schiessscharte unterbrochen wird. Der Petersturm unterscheidet sich von den vielen neugotischen Lustschlössern, die in dieser Zeit gebaut wurden, durch die Verwendung authentischer mittelalterlicher Elemente. Die Tradition, dass der Architekt Elemente verwendete, die er bei der Restaurierung der Kollegiatkirche Neuenburg (1867–1875) wiedergefunden hatte, wurde durch archäologische Beobachtungen bei der Restaurierung der Fassaden im Jahr 2004 bestätigt (Konsole, Wasserspeier, Fiale, Balustrade und gotische Keilsteine). Darüber hinaus bestätigt ein Schreiben, das Louis-Philippe de Pierre 1872 an die Bürgerschaft von Neuenburg richtete, das Interesse des Eigentümers an diesen "Überresten" ("débris") sowie das "archäologische und in gewisser Weise patriotische Gefühl", das seinen Kauf und sein Vorgehen zur Wiederaneignung motivierte.
Der heute als historisches Denkmal geschützte Turm dient seit 1980 als Weinkeller für die Verkostung der Weine von Boudry und als Ausstellungsort.

### Site Perreux

Flugaufnahme von Perreux (1949)

Der Site (Standort) Perreux, seit 2012 Erstaufnahmezentrum des kantonalen Migrationsdienstes und seit 2014 Bundeszentrum für Asylsuchende, ist das Ergebnis eines langen Entwicklungsprozesses durch Anbauten und Umbauten, der Ende des 19. Jahrhunderts begann und sich über das gesamte 20. Jahrhundert erstreckte.
Das 1891 gegründete ehemalige "Asyl für Unheilbare" wurde 1897 eingeweiht. Es besteht aus einem Komplex von Krankenhauspavillons, die mit einer landwirtschaftlichen Kolonie gekoppelt sind, und wurde vom Kantonsarchitekten Auguste Ribaux in enger Zusammenarbeit mit Émile Paris entworfen und gebaut.
1904 wurde der erste Komplex durch Flügel für "unruhige" Patienten ergänzt. 1906–07 finanzierte der Absinth-Hersteller Louis Pernod den Bau eines Pavillons für Epileptiker, während Beiträge der Bankiers Antoine, Alfred und Maurice Borel 1923 die Errichtung eines Gebäudes mit Versammlungsräumen ermöglichten.
Die Bauten zu Beginn des 20. Jahrhunderts folgten dem ursprünglichen Projekt, das sich durch eine dreigeteilte Struktur des Geländes auszeichnete. Im Westen bestand der landwirtschaftliche Betrieb aus zwei Krankenhauspavillons, die die verschiedenen Gebäude des landwirtschaftlichen Betriebs umrahmten; die Landwirtschaft wurde sowohl zu therapeutischen als auch zu finanziellen Zwecken genutzt. In der Mitte des Areals befanden sich die Verwaltung sowie die Empfangs- und Freizeitbereiche. Im Osten befand sich das eigentliche Hospiz mit fünf Pavillons für die Kranken und einem Gebäude für den Service. Im Gegensatz zu städtischen Krankenhäusern bot Perreux grosszügige Freiräume zwischen den Gebäuden und weitläufige Gärten, was dem Ganzen einen "familiären und dörflichen Aspekt" verleihen sollte, wie es damals hiess. Die Symmetrie diente als Leitprinzip für die Verteilung der Gebäude bis 1930, als der Anbau von drei neuen Pavillons die ursprüngliche Organisation des Geländes durchbrach.
In den 1930er Jahren wurde das ehemalige "Hospiz für Unheilbare" in "Kantonales Psychiatrisches Krankenhaus Perreux" umbenannt, und es kamen neue Gebäude hinzu: zwei imposante Kliniken, eine Kapelle, ein Wohnheim für Krankenschwestern, ein Musterbauernhof usw. Das Gelände erlebte in den 1990er-Jahren eine grosse  Renovierung, Modernisierung und Umgestaltung. Zu Beginn des 21. Jahrhunderts wurde die psychiatrische Klinik nach und nach zugunsten der Entwicklung von Einrichtungen für Asylsuchende abgebaut.

## Bilder

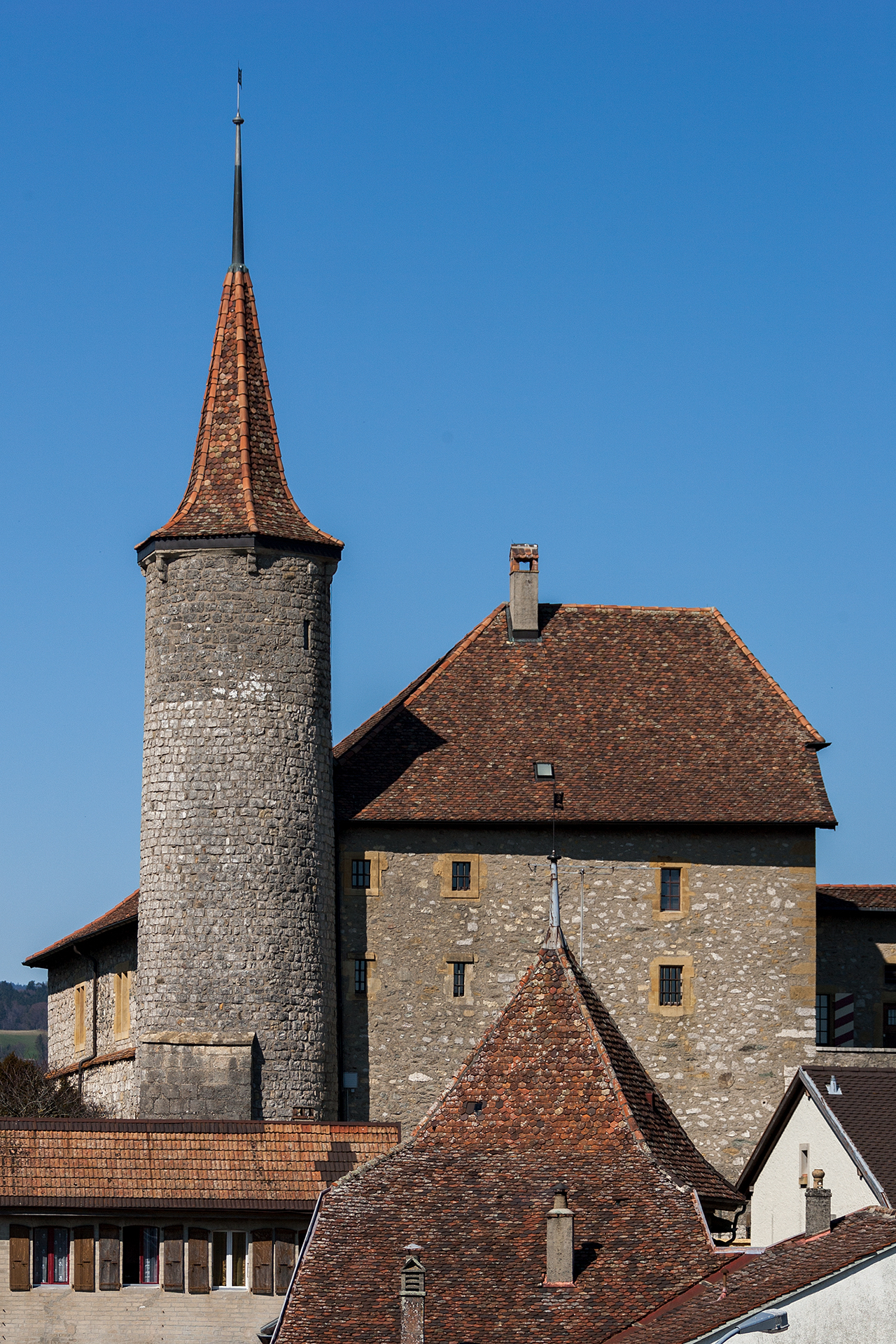
Schloss Boudry
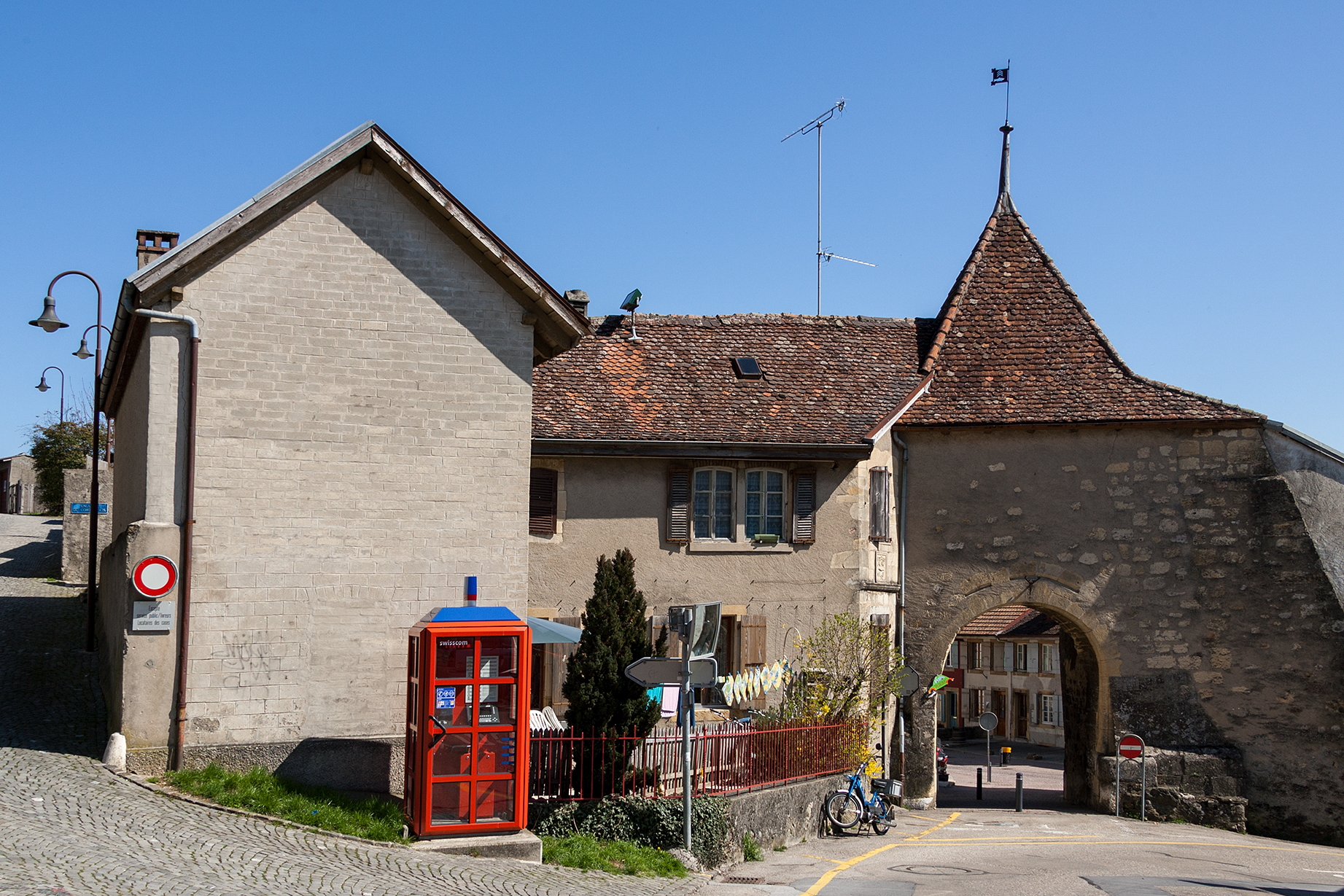
Porte des Vermondis
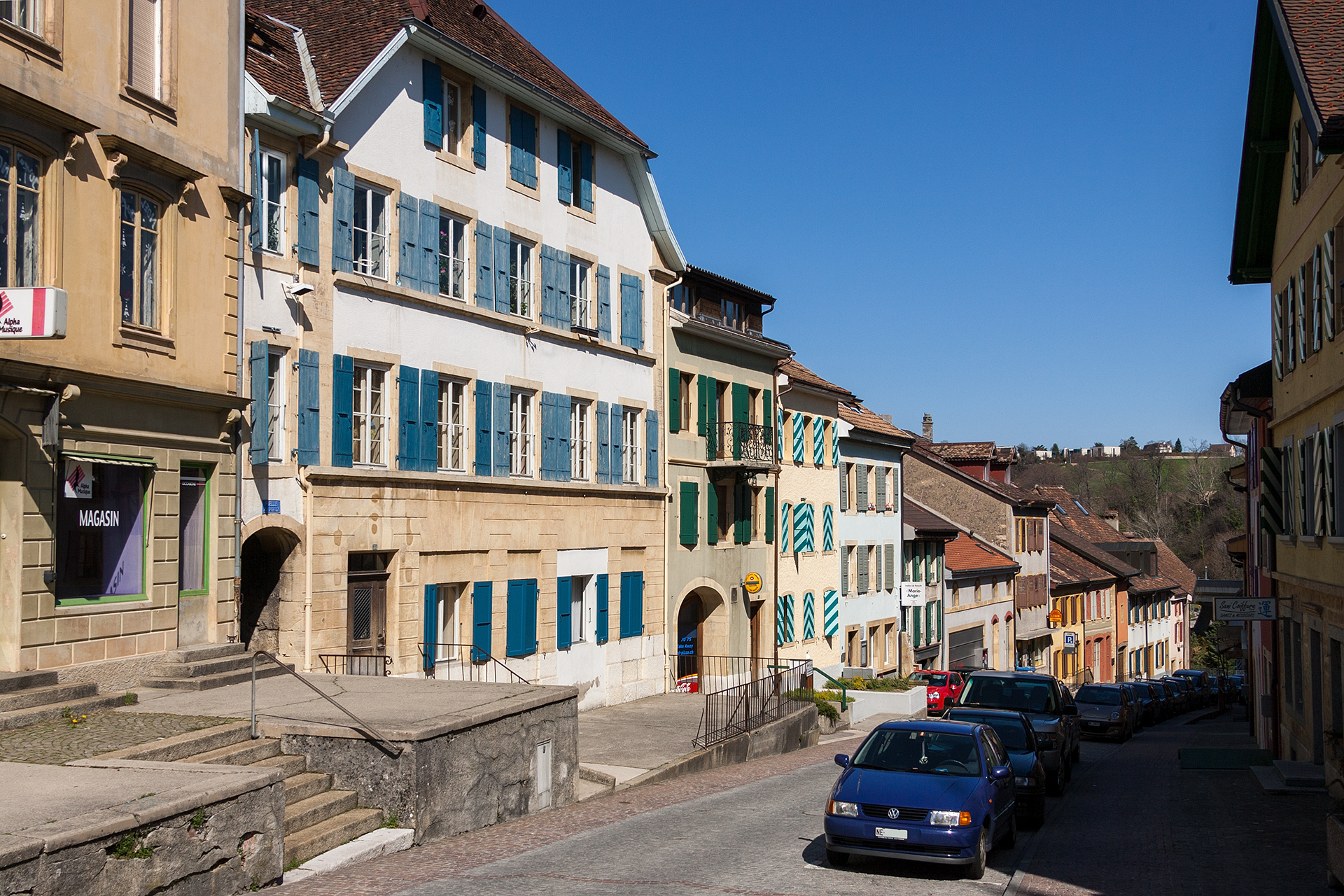
Rue Louis Favre
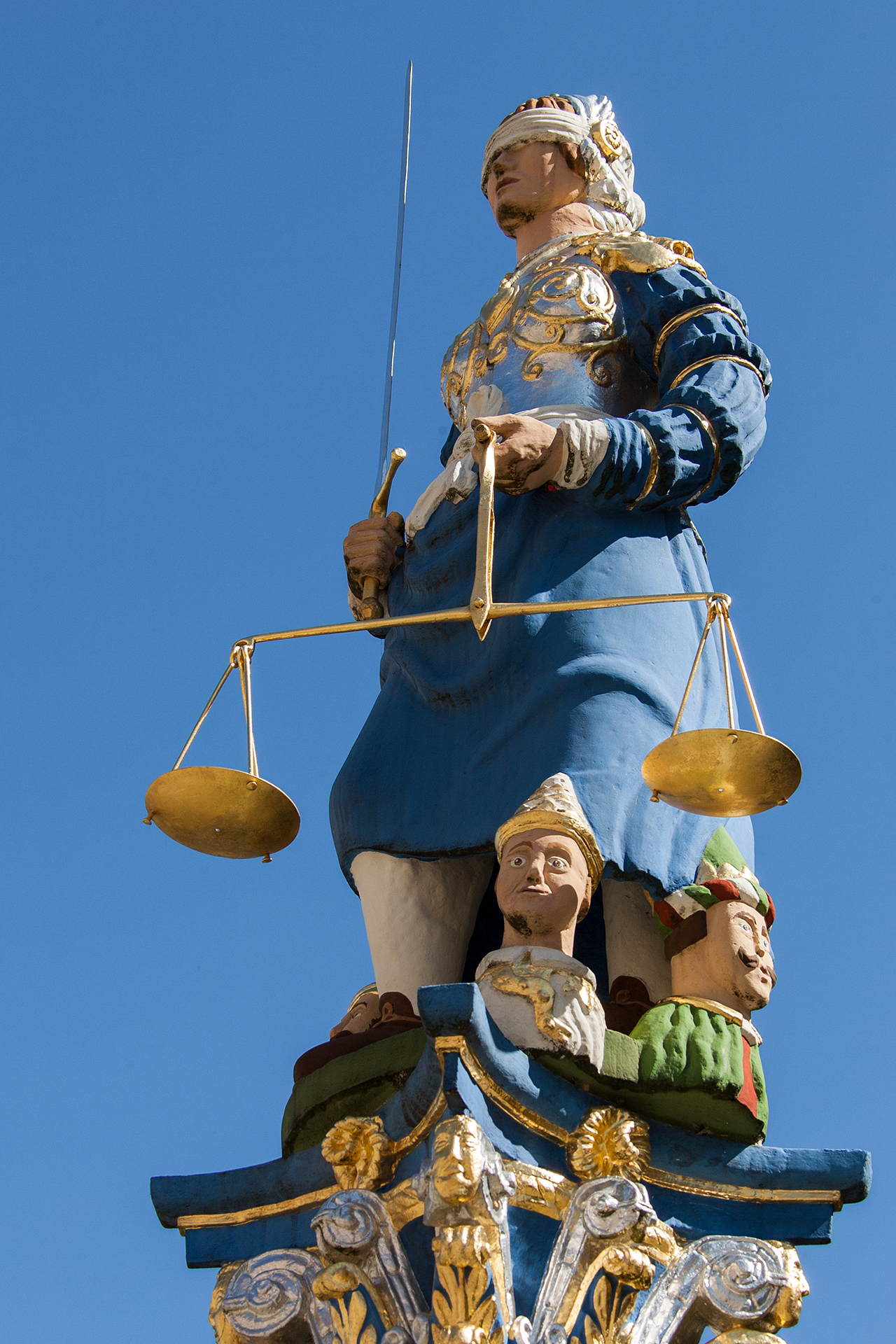
Fontaine de la Justice
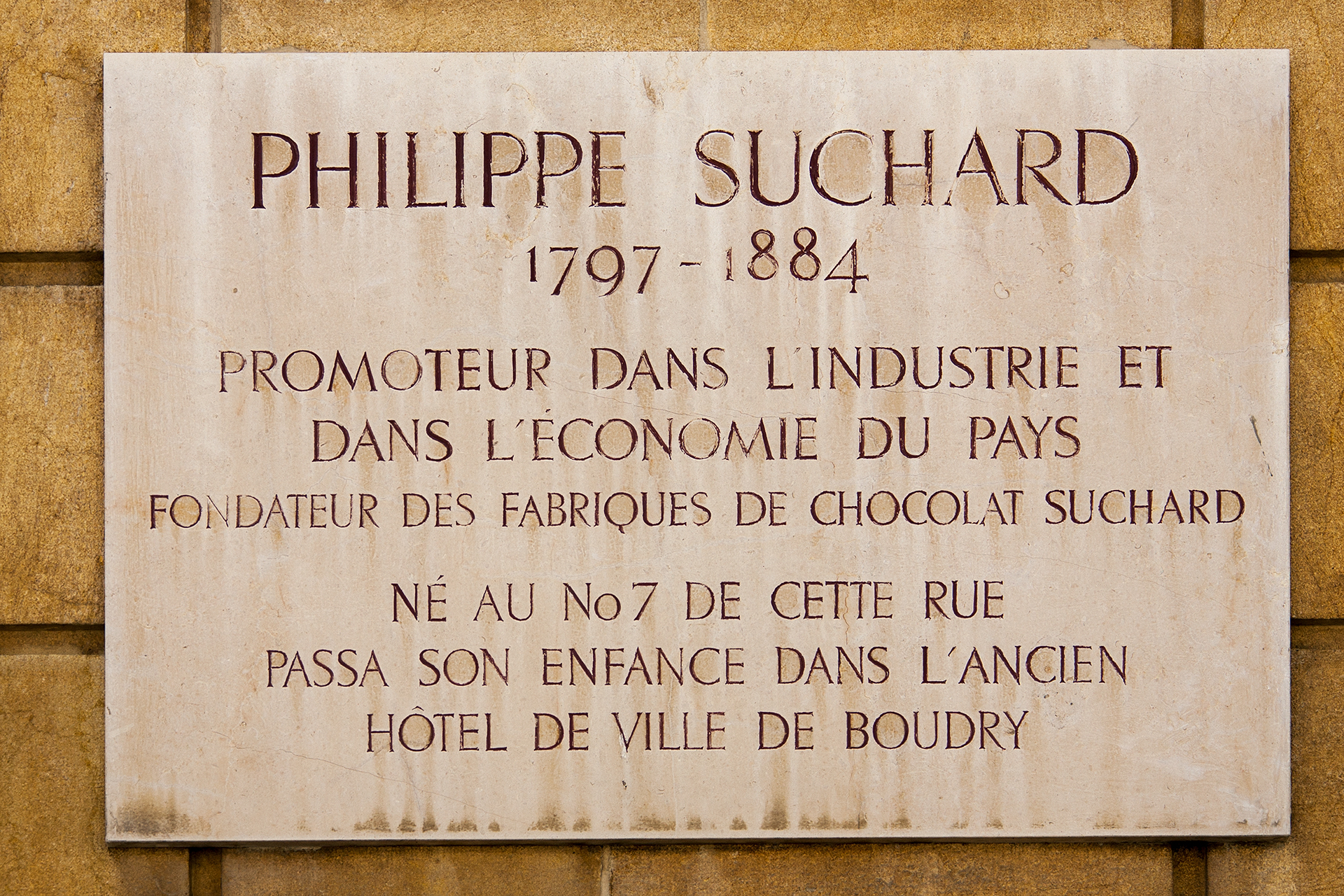
Gedenktafel für Philippe Suchard
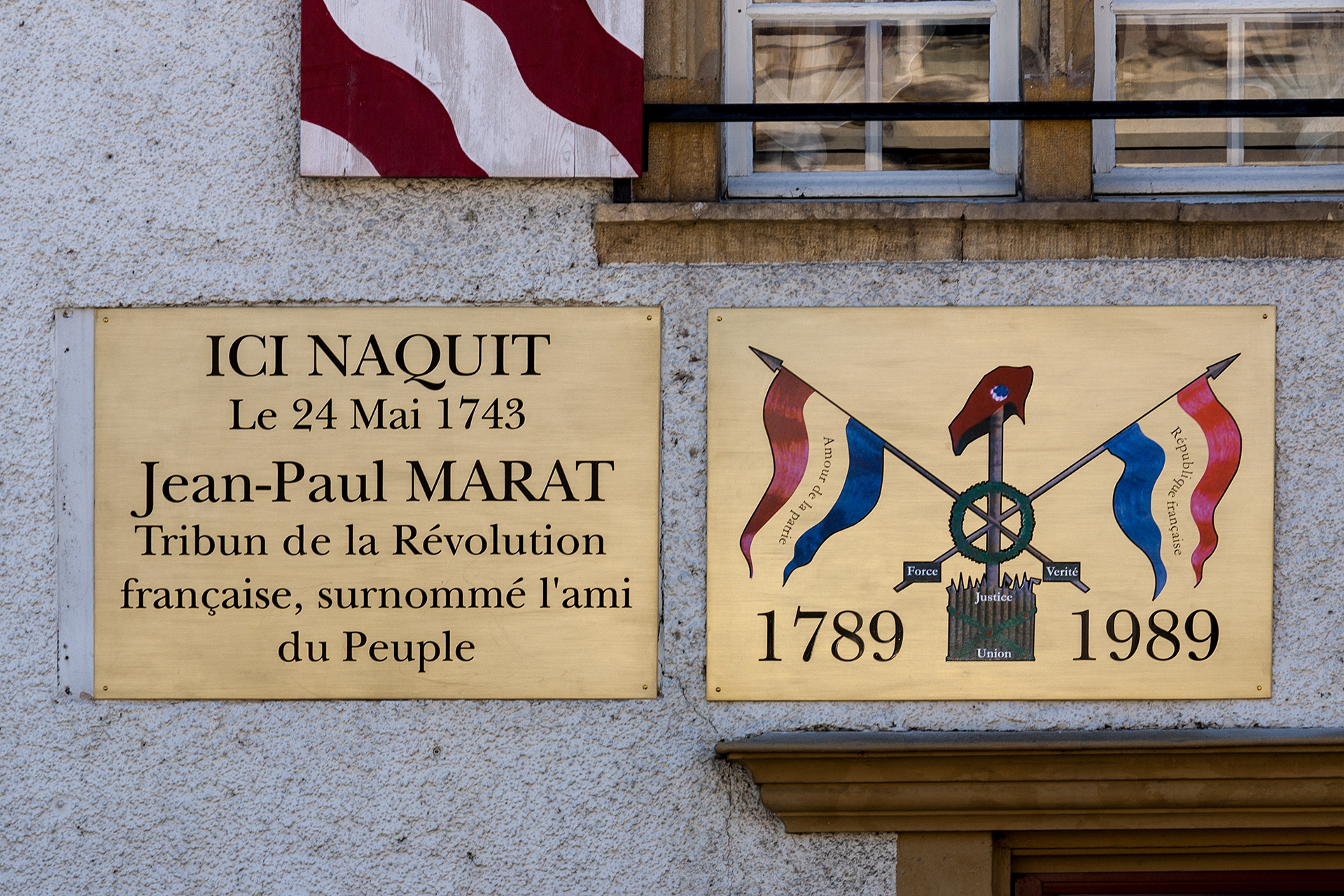
Gedenktafel für Jean-Paul Marat
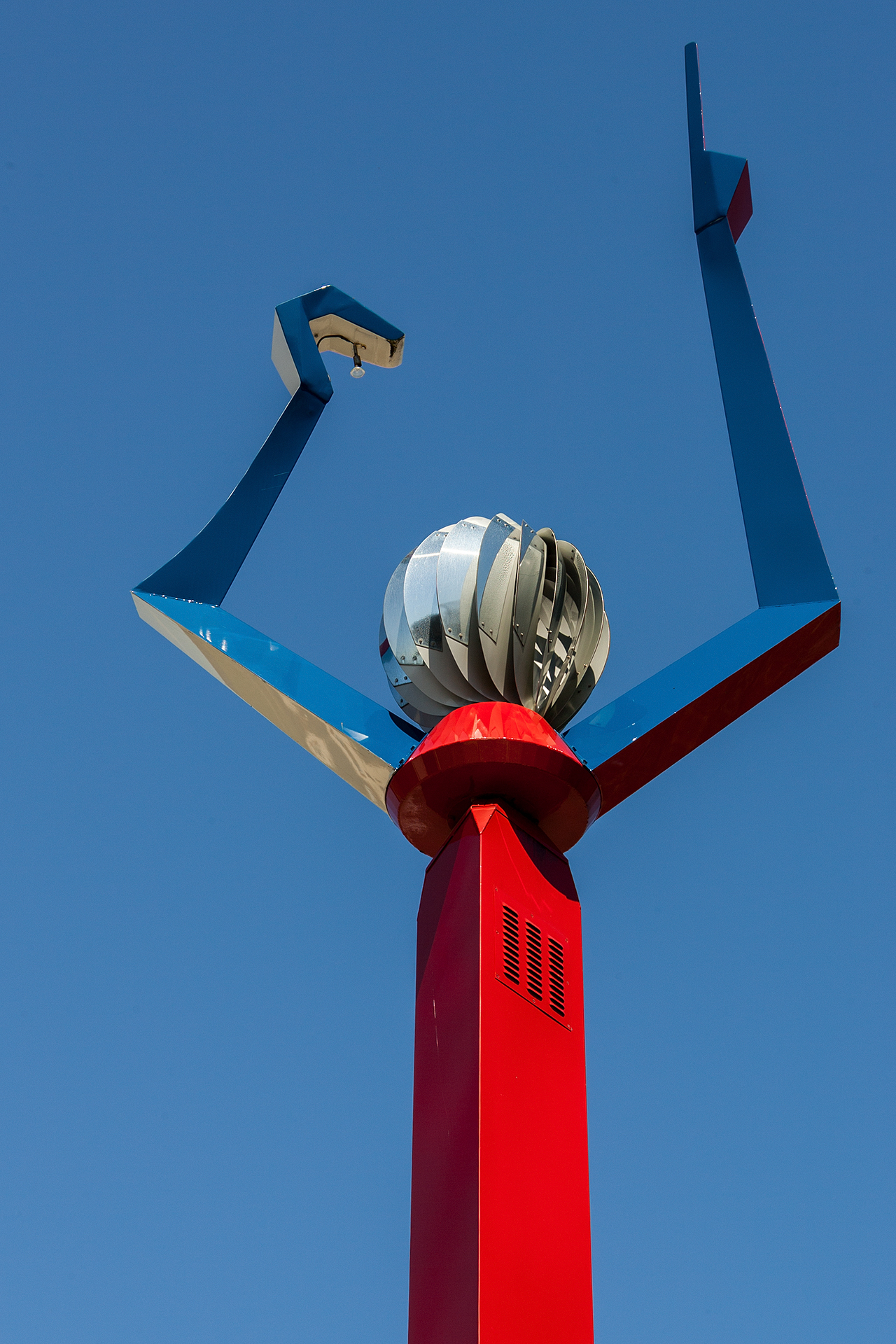
Obélisque Marat
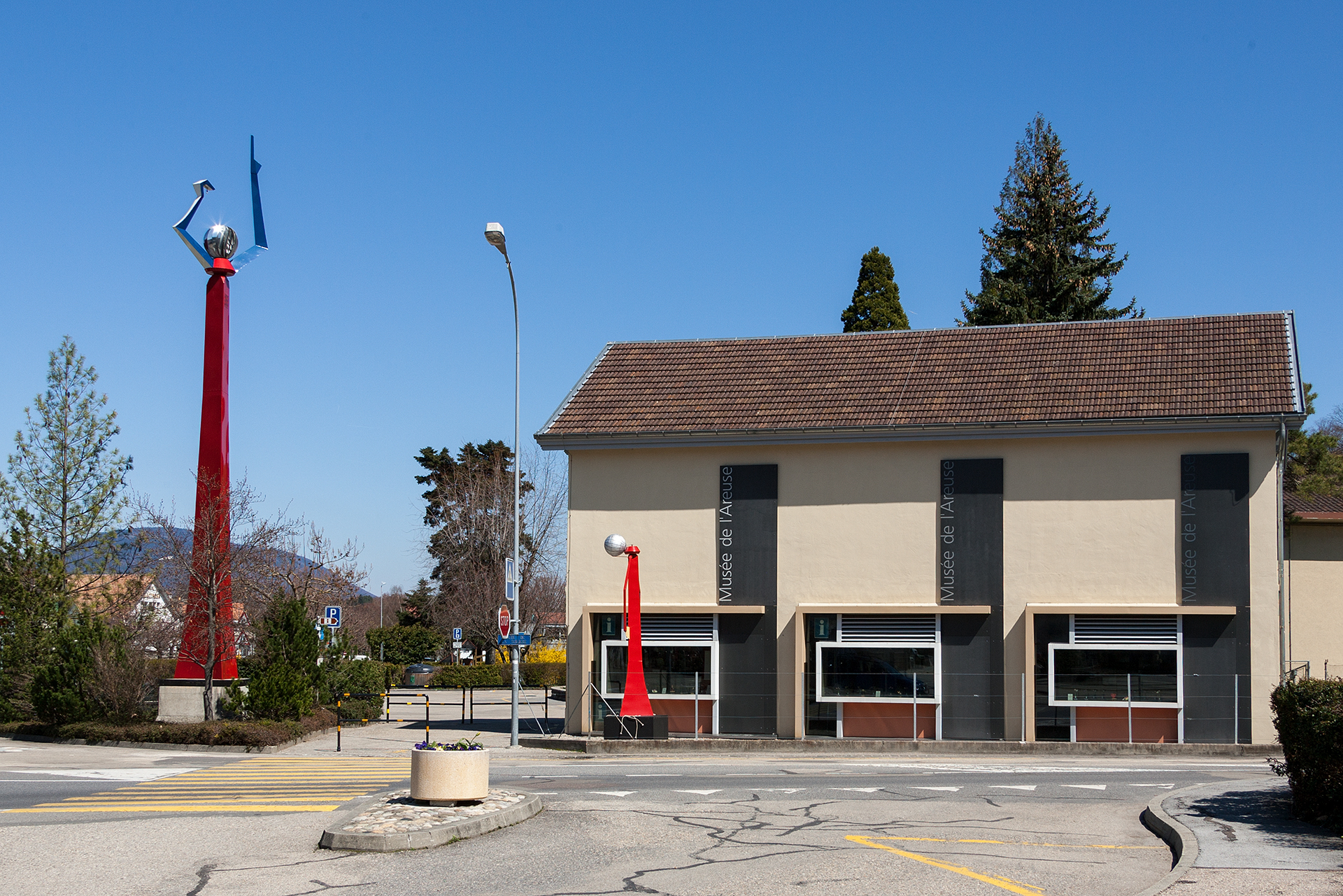
Musée de l’Areuse
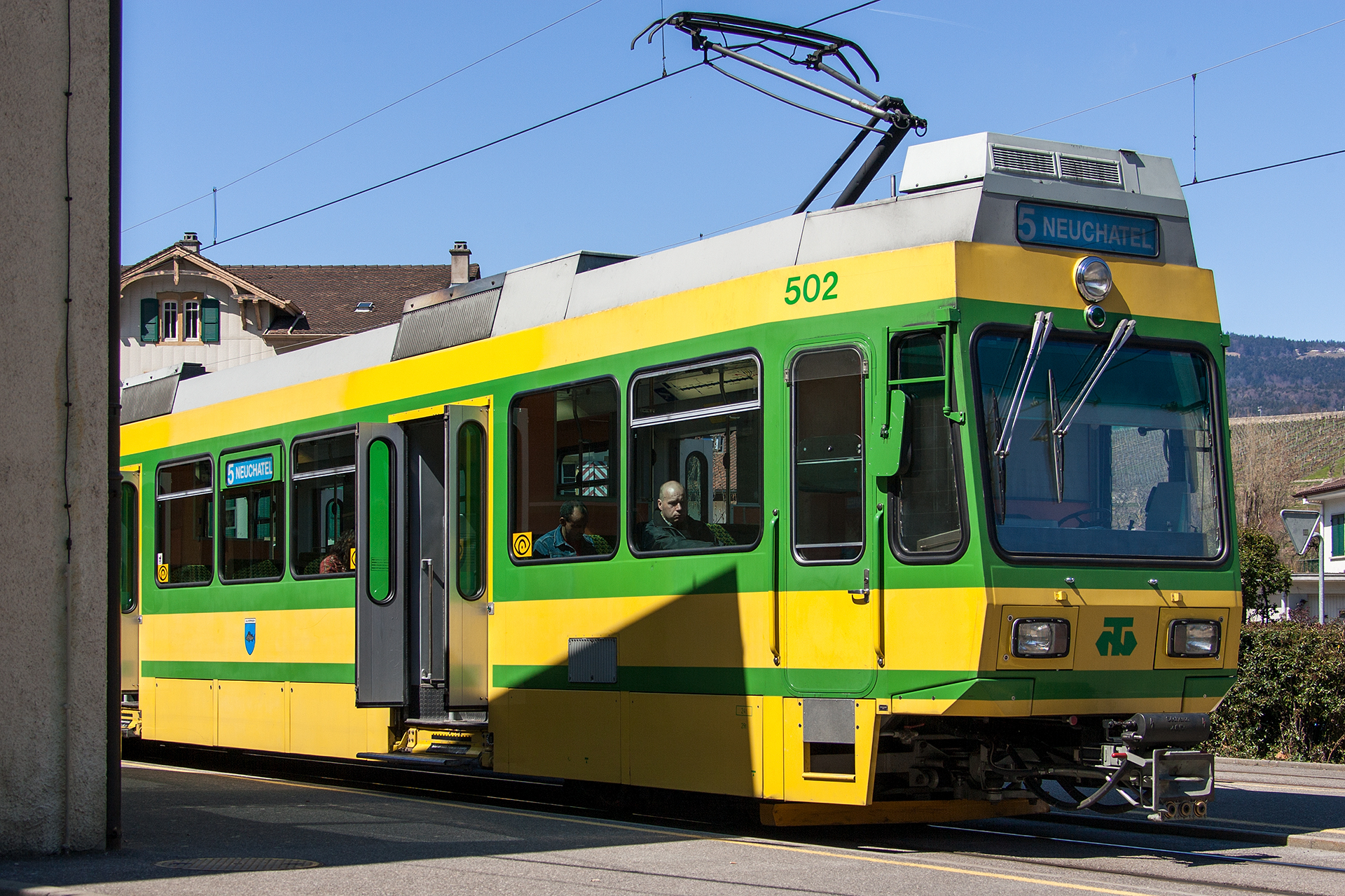
Tram Neuchâtel-Boudry

## Partnerschaft
Boudry ist seit 1973 mit der französischen Gemeinde Voujeaucourt in der Franche-Comté partnerschaftlich verbunden.

## Persönlichkeiten
- Marguerite de Beaumont (1895–1986), Schwester der reformierten Frauengemeinschaft Communauté de Grandchamp
- Philippe-Henri Berger (1883–1940), Mechaniker und Politiker, Nationalrat
- Arnold Bovet (1843–1903), freikirchlicher Pfarrer und Pionier des Blauen Kreuzes
- Jean Paul Marat (1743–1793), Arzt, Verleger und Journalist, radikaler Revolutionär während der Französischen Revolution
- James-Alfred Porret (1843–1924), evangelischer Geistlicher und Hochschullehrer in Genf
- Léon Savary (1895–1968), Schweizer Schriftsteller und Journalist
- Philippe Suchard (1797–1884), Schweizer Schokoladenhersteller und Unternehmer